# 武传斌
武传斌（1944年1月4日—2014年9月24日）河南济源人，1963-1968年就读于广州中山大学生物系。文化革命中是“中大八三一”、“广州红司”、“广州红联”的主要负责人，也是“广州批陶联”的头头之一，为广州文革造反派的代表人物。武传斌1967年11月为“广东省革命委员会筹备小组”成员，是红旗派核心小组人员；1968年2月广东省革命委员会成立，任职常委；文革期间（自1968年中央“7.24佈告”后）被整肃，曾三次被关押一共七年；1981年广东省委给出正式结论：武传斌的问题作人民内部矛盾处理。同年12月的广东人大会议决议解除武传斌广东省革命委员会常委职务；文革后从事技术工作和经商，擔任多家企業負責人，有多项技术创造和专利，退休后定居加拿大。 

## 著作
- 武传斌; 蔡文彬、阿陀记录整理.  (PDF). 北京《记忆》杂志102期. 2013年9月30日. （原始内容 (PDF)存档于2023-09-28）.
- 武传斌; 阿陀记录整理.  (PDF). 《昨天》杂志ׁ 第43期. 2014年11月30日. （原始内容 (PDF)存档于2023-10-25）.